# Maemo

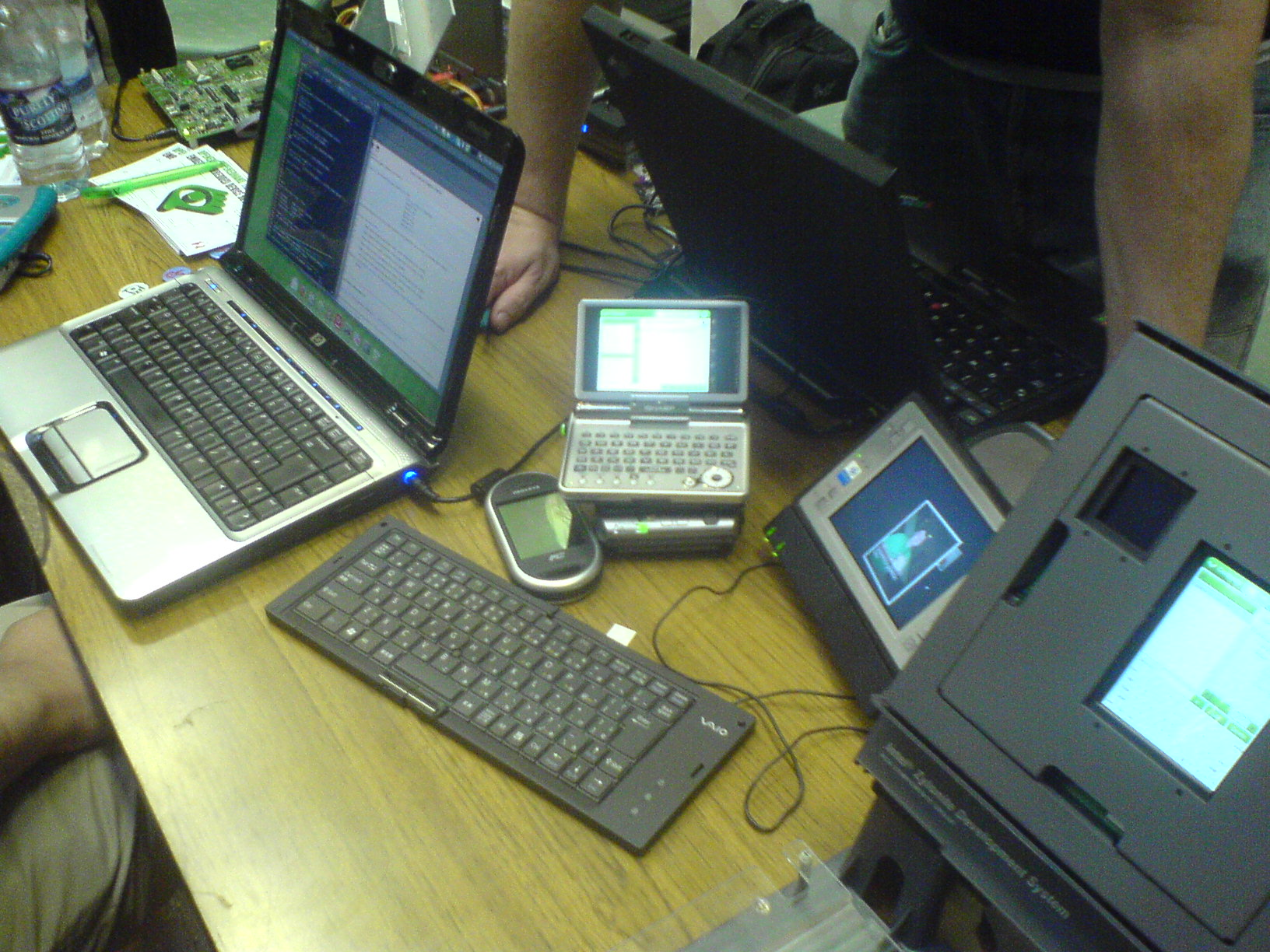
Mobilní zařízení postavená
na platformě Maemo v podání společnosti Opened Hand

Maemo je v informatice svobodná platforma pro kapesní počítače a jiná mobilní zařízení, postavená na bázi linuxové distribuce Debian. V současnosti jej používá Nokia N770, Nokia N800, Nokia N810, Nokia N810 wimax edition a Nokia N900. Rozhraní Hildon obsažené v Maemu bylo též zamýšleno jako GUI pro plánované Ubuntu Mobile and Embedded Edition.
V roce 2010 bylo rozhodnuto, že se platformy Maemo a Moblin sloučí do nového prostředí MeeGo.
Operační systém Maemo 5 dále vyvíjí komunita. Vznikla tak nezávislá větev, nazvaná CSSU (Community Seamless Software Update). Nové verze přidaly několik důležitých novinek (například možnost telefon ovládat na výšku – portrait-mode) a průběžně opravují nalezené chyby.

## Architektura
Základní schéma platformy Maemo je následující:
| Hildon          |       |
| GTK+            | D-Bus |
| X Window System |       |
| Debian Linux    |       |

Všechny použité komponenty jsou open source a jsou na linuxových desktopech dobře známy a široce používány. Díky jejich použití je převod aplikací na tuto specifickou platformu jednodušší. Při vývoji Maemo je použit kompilační nástroj Scratchbox.

## Verze Maemo 4 a5 obecně
Uživatelské rozhraní v Maemo 4 bylo velmi podobné mnoha klasickým handheldům. Obsahovalo „základní (domácí) obrazovku“ jako hlavní místo, ze kterého se uživatel snadno dostává ke všem dalším nastavením, funkcím a programům. Kvůli tomu byla základní obrazovka rozdělena na oblasti určené pro spouštění aplikací, menu a část, která šla nastavit podle přání uživatele (například jako RSS čtečka, Google search, přehrávač internetového rádia, aj.).
V Maemo 5 je uživatelské rozhraní odlišné. Pevné je pouze menu, obsahující hodiny, název operátora, indikaci baterie a indikaci dalších služeb (Wi-Fi, Bluetooth…). Veškerý další obsah je na volbě uživatele. K dispozici je až 9 obrazovek, které lze naplnit zástupci jednotlivých instalovaných programů, widgetů, výstřižků internetových stránek, RSS čteček, aj.

## Součásti
Maemo je modifikovaná verze Debian Linuxu, která je zejména zeštíhlena pro potřeby přenosného zařízení. Pro vytvoření grafického prostředí je použit X Window System, které používá Xomap server a správce oken Matchbox. Pro GUI jsou použity knihovny GTK v4 toolkitu a uživatelské rozhraní Hildon pro widgety a API.
GNU Core Utilities jsou nahrazeny balíkem BusyBox, což sníží nároky na operační paměť (na úkor některých postradatelných funkcí).
Jako primární zvukový server je použit ESD a GStreamer, které využívá přehrávač multimédií. Podporované formáty lze rozšířit využitím pluginů z scratchbox (Maemo SDK), které podporuje například OGG formát. Doplňující přehrávače mohou přistupovat přímo ke GStreameru nebo pomocí „osso-media-server“.
I když je Maemo postaveno na Linuxu a open source, zůstaly některé části uzavřené. Patří mezi ně hlavní status bar, taskbar aplety (jas displeje, aj.) a aplikace řešící konektivitu a management napájení.

## Software
Maemo je dodáváno s vestavěnými aplikacemi, ale zároveň je možné instalovat z mnoha zdrojů další zajímavé programy. Buď přes správce balíčků, nebo apt a dpkg.
Přibalené aplikace jsou například Mozilla – postavená nad prohlížečem MicroB, Macromedia Flash, Gizmo5 a Skype.

## Aplikace třetích stran
Tím, že je Maemo open source a využívá bezplatný operační systém Linux, je přidávání nových aplikací velmi jednoduché a bezproblémové. Aplikací je dostupných velmi mnoho. Některé jsou psané přímo pro Maemo, jiné pro klasický Linux. Výběrem lze uvést:
- Multimediální přehrávače: Canola, MPlayer
- Internet: Claws Mail, Modest, Midori, Firefox pro mobilní zařízení, Adblock (blokování reklam), nginx (webový a proxy server), aircrack-ng, Opera (webový prohlížeč) pro mobilní zařízení
- Kancelářské aplikace: Gnumeric (tabulkový procesor), Abiword (textový editor)
- Komunikace: Pidgin, irssi, X-Chat (IRC klient)
- VOIP: Gizmo5, Skype
- Hry: The Battle for Wesnoth, Wormux, Doom, Bounce Evolution (Nedokončené demo)
- Ostatní: FBReader (e-book čtečka), GPE (OpenSync kompatibilní s PIM), rdesktop (RDP vzdálený přístup), Rhapsody (předplacená hudba, pouze US), ScummVM (herní emulator), Wayfinder (plně funkční GPS navigační software), Free42S (HP 42S kalkulačka), gPodder (podcast klient), Maemo Mapper (obsahuje funkční GPS), MaemoMyth (MythTV frontend využívající GMythStream), Monsoon HAVA (ovládání a sledování TV), Navit (GPS navigační software), Obscura Photo Manager, Palm Emulator from Access (Palm emulátor postaven na ARM), Phonelink (SMS a volání skrze BT), Quiver Image Viewer, SDict Viewer (zobrazení slovníku/encyclopedie), Vagalume (Last.FM přehravač), VNC, YouAmp (hudební přehravač), LogMeIn (Plugin prohlížeče), DOSBox (emulátor x86)

Před uvedením Maemo 5 Nokia podpořila během akce Fremantle Stars některé aplikace vytvářené komunitou. Zajímavé jsou například: Mauku (klient pro micro-blogy), Maemo Mapper (aplikace pro mapy), Numpty Physics (hra), ScummVM (hra, obsahující Beneath a Steel Sky), Xournal (zápisník, rychlé poznámky), Fennec (internetový prohlížeč), FBReader (e-book čtečka), OSM2Go (OpenStreetMap).
Do Maema mohou být snadno instalovány aplikace z distribuce Debian pro ARM (včetně OpenOffice, Firefox, Java, GNOME a LXDE, aj.).

## Podpora datových typů
Nepodporované datové typy souborů mohou být přidány doinstalováním pluginů.
- Video: MPEG-1, MPEG-4, RealVideo, AVI, 3GP
- Zvuk: MP3, RealAudio, MPEG-4, AAC, WAV, MP2, AMR, AWB, M4A, WMA, OGG (je nutné doinstalovat rozšíření), M3U, PLS
- Obrázky/animace: JPEG, BMP, TIFF, PNG, SVG Tiny, ICO
- Text: TXT, PDF, HTML.